# Клуб закаливания и зимнего плавания "Моржи" Омск
Клуб закаливания и зимнего плавания "Моржи" Омск
Клуб закаливания и зимнего плавания "Моржи" Омск является одним из старейшей клубов моржей в Сибири. Клуб был основан  в 1968 году. Президент клуба с 1972 года Евгений Михайлович Житнов.  Клуб насчитывает несколько 80 человек в возрасте от 8 до 83 лет.
Ежегодно участники клуба участвуют в Рождественском полумарафоне пробегая всю дистанцию в одних шортах.
В 2014 году клуб поддержал Олимпийские игры в Сочи пробегом Омск-Сочи, участники клуба преодолели 3700 км. В 2021 году группа омских моржей покорила вершину горы Эльбрус.  А уже в 2022 омские моржи совершили восхождение на вершину Казбека.   
Участники плавают в реке Иртыш в омском парке Зеленый остров, каждые выходные с ноября по апрель. Каждую весну клуб поводит акцию "Пробуждение" на которой каждый желающий может приобщиться к закаливанию облившись холодной водой из ведра.

Пробуждение 2018

 Также Омские моржи регулярно участвуют в городских культурных мероприятиях, спортивных соревнований, спартакиадах и конкурсах. 
В феврале 2020 года клуб посетил ведущий программы "Поедим, поедим".